# Sajga
Sajga ili Tatarska stepska antilopa (Saiga tatarica) je kritično ugrožena antilopa koja je izvorno nastanjivala prostranu Euroazijsku stepu od podnožja Karpata i Kavkaza do Džungarije i Mongolije.
Sajga je tijekom pleistocena također nastanjivala Beringiju. Danas, dominanta podvrsta (S. t. tatarica) se može pronaći samo na jednoj lokaciji u Rusiji (Kalmikija i Astrahanska oblast) i Kazahstanu (Ural, Ustjurt, Betpak-Dala). Dio ustjurtske populacije tijekom zime migrira u Uzbekistan, a ponekad i u Turkmenistan. Sajga je izumrla u NR Kini i jugozapadnoj Mongoliji. Sajga se opsežno lovila u Rumunjskoj i Moldaviji sve dok nije izumrla u tim područjima u 18. stoljeću. Mongolska podvrsta S. t. mongolica samo nastanjuje zapadnu Mongoliju.

## Opis
Sajga ima veliki nagnuti nos koji visi preko usta. Nos je fleksibilan i spušten tako da joj pomaže da udiše čist zrak tijekom prašnjavih ljeta i toplog zraka tijekom hladnih zima. Njeno krzno je rijetko i tijekom ljeta boje je cimeta, pretvarajući se u jako debeli bijeli sloj dlaka tijekom zime. Sajga ima dugačke, tanke noge, ali je slična ovci. Prosječna težina mužjaka iznosi 30 – 50 kilograma, dok su ženke u prosjeku teške 21 – 40 kilograma. Visina iznosi 60 – 80 centimetara, s time da je mužjak obično viši od ženke, a duljina iznosi 108 – 150 centimetara.

## Taksonomija i filogenija
Znanstveno ime sajge je Saiga tatarica. Jedini je član roda Saiga koji je dio porodice Bovidae. Vrstu je prvi opisao švedski zoolog Carl Linnaeus u 12. izdanju Systema Naturae (1766.). Linnaeus joj je dao ime Capra tatarica. O odnosu između sajge i Tibetanske antilope (Pantholops hodgsonii) se dugo raspravlja. Engleski zoolog Reginald Innes Pocock ih je 1910. godine klasificirao kao zasebne potporodice.
Godine 1945. američki paleontolog George Gaylord Simpson klasificirao je obje vrste pod tribus Saigini, pod potporodicu Caprinae. Naknadni autori nisu bili sigurni u odnos između dviju vrsta, sve dok filogenetske studije 1990-ih nisu otkrile da je tibetanska antilopa, iako morfološki slična, bliža potporodici Caprinae, dok je sajga bliža potporodici Antilopinae.
Revizijom filogeneze tribusa Antilopini na temelju nuklearnih i mitohondrijskih podataka iz 2013. godine, Eva Verena Bärmann (sa Sveučilišta u Cambridgeu) i njezine kolege pokazale su da je sajga sestrinska vrsta klada koju je stvorio springbok (Antidorcas marsupialis) i gerenuk (Litocranius walleri). U studiji je zabilježeno da se sajga i springbok mogu značajno razlikovati od ostatak antilopa: filogenetska studija iz 2007. godine sugerirala je da dvije vrste čine sestrinski klada s gerenukom. Dolje navedeni kladogram temelji se na studiji iz 2013. godine.
|  | Gazella             |
|  |                     |
|  | Antilope cervicapra |
|  |                     |

|  | Nanger   |
|  |          |
|  | Eudorcas |
|  |          |

|  | Gazella             |
|  |                     |
|  | Antilope cervicapra |
|  |                     |

|  | Nanger   |
|  |          |
|  | Eudorcas |
|  |          |

|  | Springbok |
|  |           |
|  | Gerenuk   |
|  |           |

|  | Gazella             |
|  |                     |
|  | Antilope cervicapra |
|  |                     |

|  | Nanger   |
|  |          |
|  | Eudorcas |
|  |          |

|  | Gazella             |
|  |                     |
|  | Antilope cervicapra |
|  |                     |

|  | Nanger   |
|  |          |
|  | Eudorcas |
|  |          |

|  | Springbok |
|  |           |
|  | Gerenuk   |
|  |           |

|  | Gazella             |
|  |                     |
|  | Antilope cervicapra |
|  |                     |

|  | Nanger   |
|  |          |
|  | Eudorcas |
|  |          |

|  | Gazella             |
|  |                     |
|  | Antilope cervicapra |
|  |                     |

|  | Nanger   |
|  |          |
|  | Eudorcas |
|  |          |

|  | Springbok |
|  |           |
|  | Gerenuk   |
|  |           |

|  | Gazella             |
|  |                     |
|  | Antilope cervicapra |
|  |                     |

|  | Nanger   |
|  |          |
|  | Eudorcas |
|  |          |

|  | Gazella             |
|  |                     |
|  | Antilope cervicapra |
|  |                     |

|  | Nanger   |
|  |          |
|  | Eudorcas |
|  |          |

|  | Springbok |
|  |           |
|  | Gerenuk   |
|  |           |

|  | Gazella             |
|  |                     |
|  | Antilope cervicapra |
|  |                     |

|  | Nanger   |
|  |          |
|  | Eudorcas |
|  |          |

|  | Gazella             |
|  |                     |
|  | Antilope cervicapra |
|  |                     |

|  | Nanger   |
|  |          |
|  | Eudorcas |
|  |          |

|  | Springbok |
|  |           |
|  | Gerenuk   |
|  |           |

|  | Gazella             |
|  |                     |
|  | Antilope cervicapra |
|  |                     |

|  | Nanger   |
|  |          |
|  | Eudorcas |
|  |          |

|  | Gazella             |
|  |                     |
|  | Antilope cervicapra |
|  |                     |

|  | Nanger   |
|  |          |
|  | Eudorcas |
|  |          |

|  | Springbok |
|  |           |
|  | Gerenuk   |
|  |           |

|  | Gazella             |
|  |                     |
|  | Antilope cervicapra |
|  |                     |

|  | Nanger   |
|  |          |
|  | Eudorcas |
|  |          |

|  | Gazella             |
|  |                     |
|  | Antilope cervicapra |
|  |                     |

|  | Nanger   |
|  |          |
|  | Eudorcas |
|  |          |

|  | Springbok |
|  |           |
|  | Gerenuk   |
|  |           |

|  | Gazella             |
|  |                     |
|  | Antilope cervicapra |
|  |                     |

|  | Nanger   |
|  |          |
|  | Eudorcas |
|  |          |

|  | Gazella             |
|  |                     |
|  | Antilope cervicapra |
|  |                     |

|  | Nanger   |
|  |          |
|  | Eudorcas |
|  |          |

|  | Springbok |
|  |           |
|  | Gerenuk   |
|  |           |

Dvije priznate podvrste su:
- S. t. mongolica (Bannikov, 1946.): Poznata i pod nazivom Mongolska sajga, ponekad se tretira i kao neovisna vrsta, ili kao podvrsta S. borealis; javlja se samo u Mongoliji.
- S. t. tartarica (Linnaeus, 1766.): Poznata i pod nazivom Ruska sajga, javlja se u Srednjoj Aziji.

## Evolucija
Fosili sajge, uglavnom koncentrirani u srednjoj i sjevernoj Euroaziji datirani su u kasni pleistocen, prije oko 100.000 godina. S. borealis, izumrla vrste sajge, identificirana je u pleistocenu u sjevernoj Euroaziji. Fosili iskopani na nalazištu Buran Kaja III (Krim) datiraju s prijelaza pleistocena u holocen. Morfologija sajge se nije značajno promijenila od prapovijesti.
Prje holocena, raspon sajge je sa zapada bio od današnje Engleske i Francuske te prema istoku do sjevernoga Sibira, Aljaske i vjerojatno Kanade. Sajga je postupno nastanjivala Ural. Sajga nikada nije nastanjivala južnu Europu. Studija iz 2010. godine otkrila je da se još od kasnoga pleistocena-holocena dogodio snažan pad genetske varijabilnosti, vjerojatno zbog populacijskoga uskoga grla.

## Socijalna struktura
Sajga živi u stadu od 30 do 40 članova. Međutim, tijekom migracijske sezone desetak tisuća sajgi zajedno putoje, čineći jednu od najspektakularnijih migracija na svijetu. Životni vijek sajge iznosi 6 do 10 godina.

## Razmnožavanje i ishrana
Razdoblje gestacije je 140 – 150 dana. Uglavnom se hrani travom, lišajem i grmljem.

## Populacija
Sajga bilježi dramatičan pad populacije. Početkom 1990-ih populacija je brojala više od jedan milijun jedinki, ali se sada procjenjuje na oko 50.000 jedinki. Mongolska podvrsta (Saiga tatarica mongolica) posebno je ugrožena, s procijenjenom populacijom od samo 750 jedinki.

## Galerija
- Sajga
- Ženka u NP Askanija Nova, Čaplinski rajon, Ukrajina
- Sajge u zapadnome Kazahstanu
- Sajga u 3D-u

## Sajga na poštanskim markama
- Sajga na poštanskoj marki SSSR-a, 1974.
- Sajga na poštanskoj marki Kazahstana, 1992.
- Sajga na poštanskoj marki Kazahstana, 2013.

## Vanjske poveznice
- CMS Saiga Memorandum of Understanding
- Saiga antelope, ARKive
- Ultimate Ungulate
- WWF species profile: Saiga antelope
- "IFAW Russia – Saiga antelopes are rare creatures". YouTube. 3. srpnja 2012.